# Halotà
L'halotà és un agent anestèsic volàtil halogen líquid de la família dels haloalcans utilitzat per la inducció i manteniment de l'anestèsia general. La seva toxicitat cardíaca i toxicitat hepàtica, responsable de l'aparició d'hepatitis fulminants, l'ha fet pràcticament desaparèixer de l'anestèsia humana, excepte en països subdesenvolupats on s'usa per raó del seu baix cost.

## Història
L'halotà és una molècula coneguda des de fa molts de temps. Es va sintetitzar per primera vegada el 1951 per Charles Suckling i es va utilitzar a partir de 1956. Fins als anys 1980 va estar al capdavant delsanestèsics halògens. Cap a la meitat dels anys 1980 va ser susbstituïda per l'isoflurà i sobretot pel desflurà i el sevoflurà, que són molècules més eficaces i molt més segures.

## Propietats
El mode d'acció de l'halotà s'explica en part pel seu efectet al·lostèric positiu sobre els canals ionòtrops GABAA, que comporten un augment de la freqüència i intensitat dels potencials postsinàptics inhibidors (PPSI) a nivell del cervell.